# Čakčaluoppal
Čakčaluoppal eller Tsaktsaluobbal  är en sjö i Finland. Den ligger i kommunen Enare i landskapet Lappland, i den norra delen av landet, 1 100 km norr om huvudstaden Helsingfors. Čakčaluoppal ligger 199,5 meter över havet. Arean är 18,3 hektar och strandlinjen är 2,24 kilometer lång. Sjön  ingår i Neidenälvens huvudavrinningsområde.   Omgivningarna runt Čakčaluoppal är i huvudsak ett öppet busklandskap.